# ردشناسی پرندگان

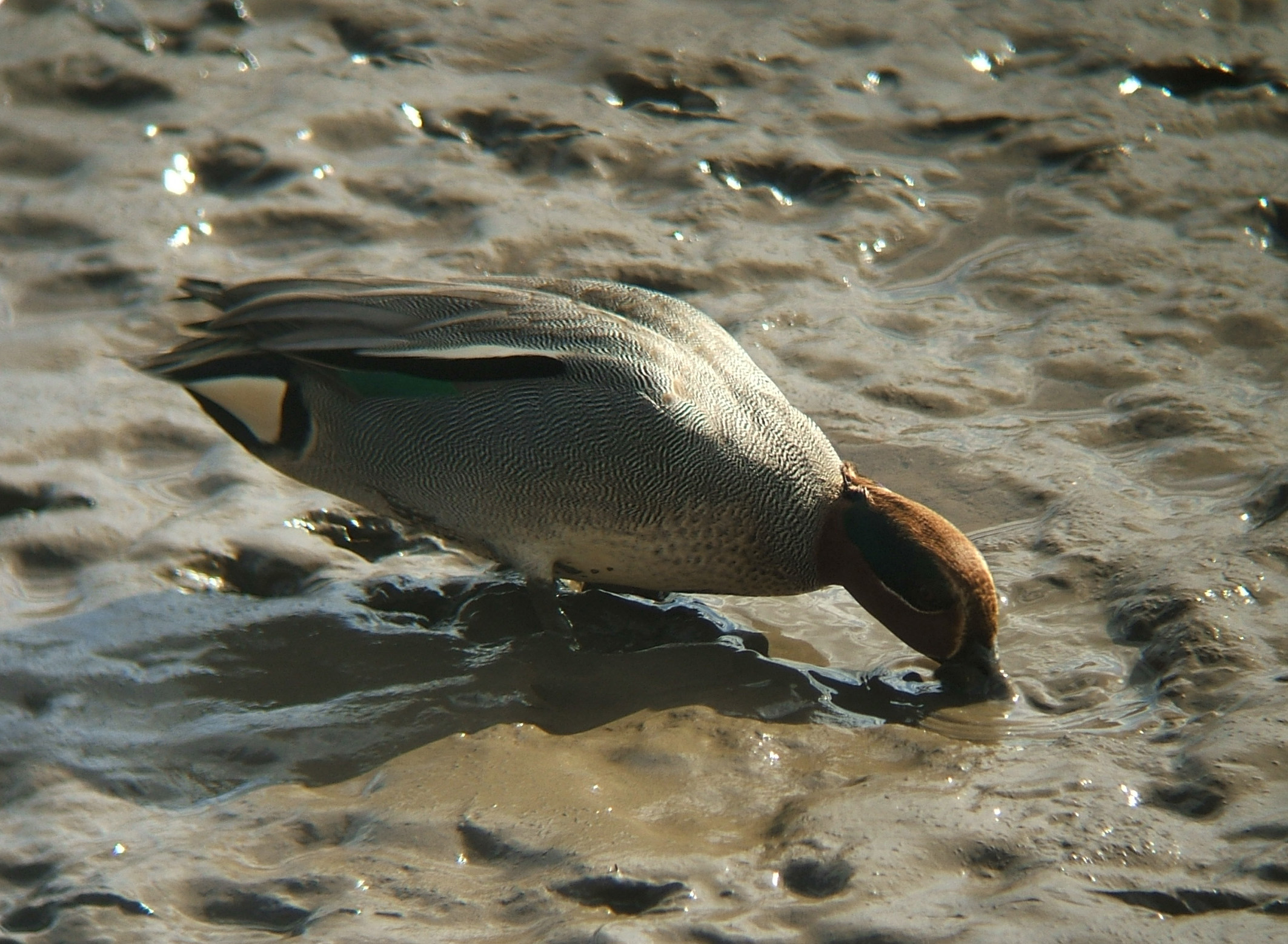
خوتکای معمولی نر تولیدکننده ردپای تغذیه در گلزار رودخانه تاین.

ردشناسی پرندگان (به انگلیسی: Bird ichnology)، مطالعه آثار زندگی پرندگان در پرنده‌شناسی و دیرینه‌شناسی است. چنین آثار زندگی می‌تواند شامل ردپاها، لانه‌ها، مدفوع و مدفوع فسیل‌شده باشد. دانشمندان با مطالعه چنین شواهدی بینشی دربارهٔ رفتار و تنوع زیستی پرندگان به دست می‌آورند.
سنگواره‌های ردّی Ichnofsils (یا ichnites) به ویژه برای روشن کردن فرگشت و تنوع پیشاتاریخ گونه‌ها مهم هستند. اینها معمولاً نمی‌توانند با یک سرده خاص مرتبط شوند، چه رسد به گونه‌ای از پرندگان، زیرا به ندرت با استخوان‌های فسیلی مرتبط هستند. اما می‌توان آنها را بر اساس ریخت‌شناسی (شکل) به ردآرایه ichnotaxa گروه‌بندی کرد. در عمل، جزئیات شکلی که رفتار پرندگان یا گرایش زیستی آنها را آشکار می‌کند، عموماً در طبقه‌بندی ردشناسی وزن بیشتری دارند.

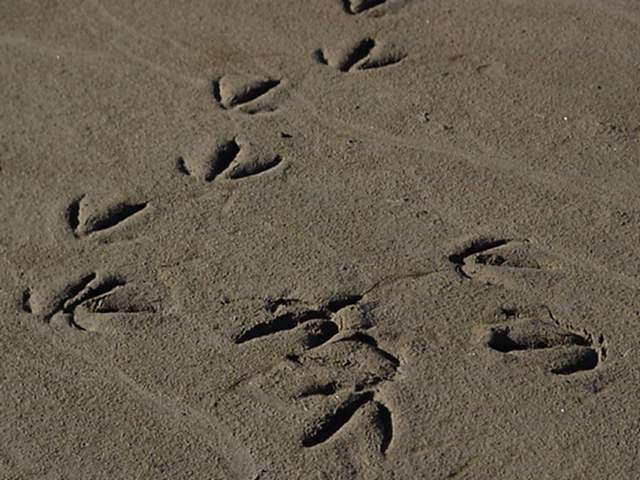
رد پای پرندگان معمولاً زاویه بازتری بین انگشتان پا دارد. این ردهای غاز نشان می‌دهد که پرده‌ها لزوماً تأثیری بر جای نمی‌گذارند.